# John Oster
John Morgan Oster (Boston, Inglaterra, 8 de diciembre de 1978) es un exfutbolista galés que jugaba de centrocampista.
En junio de 2015 anunció su retirada como futbolista profesional.

## Selección nacional
Fue internacional con la selección de fútbol de Gales en 13 ocasiones.

## Clubes
| Club                        | País       | Año       |
| --------------------------- | ---------- | --------- |
| Grimsby Town F. C.          | Inglaterra | 1994-1997 |
| Everton F. C.               | Inglaterra | 1997-1999 |
| Sunderland A. F. C.         | Inglaterra | 1999-2004 |
| Barnsley F. C. (cedido)     | Inglaterra | 2001      |
| Grimsby Town F. C. (cedido) | Inglaterra | 2002      |
| Grimsby Town F. C. (cedido) | Inglaterra | 2003      |
| Leeds United F. C. (cedido) | Inglaterra | 2004      |
| Burnley F. C.               | Inglaterra | 2005      |
| Reading F. C.               | Inglaterra | 2005-2008 |
| Crystal Palace F. C.        | Inglaterra | 2008-2009 |
| Doncaster Rovers F. C.      | Inglaterra | 2009-2012 |
| Barnet F. C.                | Inglaterra | 2012-2013 |
| Gateshead F. C.             | Inglaterra | 2013-2015 |

## Palmarés

### Títulos nacionales
| Título                       | Club          | País       | Año  |
| ---------------------------- | ------------- | ---------- | ---- |
| Football League Championship | Reading F. C. | Inglaterra | 2006 |